# Bruno Bellone
Bruno Bellone (født 14. marts 1962 i Toulon, Frankrig) er en tidligere fransk fodboldspiller, der som angriber på det franske landshold var med til at vinde guld ved EM i 1984 og nå semifinalerne ved både VM i 1982 og VM i 1986. I EM-finalen i 1984 scorede han det andet mål i den franske 2-0 sejr over Spanien.
På klubplan var Bellone hovedsageligt tilknyttet AS Monaco, som han spillede for i syv sæsoner. Han havde også kortvarige ophold hos Montpellier HSC samt AS Cannes.